# پوئبلا د لا رینا
پوئبلا د لا رینا (به اسپانیایی: Puebla de la Reina) یک شهرستان در اسپانیا است که در استان باداخس واقع شده‌است.